# Heike Wagner
Heike Wagner (* 1967) ist eine deutsche Juristin und Hochschullehrerin. Sie leitet als erste Frau seit 2019 die Hochschule der Polizei des Landes Brandenburg.

## Beruf
Heike Wagner ist promovierte Juristin. Zunächst forschte sie wissenschaftlich an der Humboldt-Universität zu Berlin, ehe sie ab 2000 in der Brandenburger Landesverwaltung tätig wurde. Sie startete im Innenministerium des Landes Brandenburg mit dem Besuch des Studienkurses an der damaligen Polizeiführungsakademie in Münster. Sie arbeitete bei der Polizei in der Abteilung Verfassungsschutz. Zusätzlich sammelte sie Auslandserfahrungen als Referentin bei der brandenburgischen Landesvertretung bei der Europäischen Union in Brüssel.
Sie war Leiterin des Schutzbereiches Elbe-Elster im Polizeipräsidium, Leiterin des Büros des Staatssekretärs sowie Referatsleiterin in der Polizeiabteilung im Innenministerium. Es folgten leitende Funktionen beim Verfassungsschutz.
Seit 2019 ist Heike Wagner Präsidentin der Hochschule der Polizei des Landes Brandenburg. Die Juristin ist Professorin für Kriminalistik und Studienleiterin des Masterstudiengangs Kriminalistik.